# Kościół w Gerum
Kościół w Gerum – świątynia należąca do diecezji Visby Kościoła Szwecji. Znajduje się w południowo-zachodniej części Gotlandii.

## Architektura
Najstarsze części tutejszego kościoła to prezbiterium z absydą datowane na około 1200 rok i utrzymane w stylu romańskim. Widoczna obecnie gotycka nawa pochodzi z XIII wieku i prawdopodobnie zastąpiła wcześniejszą, romańską. Wieża, której nigdy nie ukończono, zbudowana została około 1300 roku. Jedynie zakrystia jest z czasów późniejszych, bo z 1835 roku.
Jako budulca użyto wapienia. Zewnętrzne mury kościoła są pobielone, z wyjątkiem kilku rzeźbionych kamiennych detali. Do wnętrza prowadzą trzy portale: romański w prezbiterium, gotycki w nawie i również gotycki w wieży. Portale gotyckie ozdobione są rzeźbami.

## Wnętrze

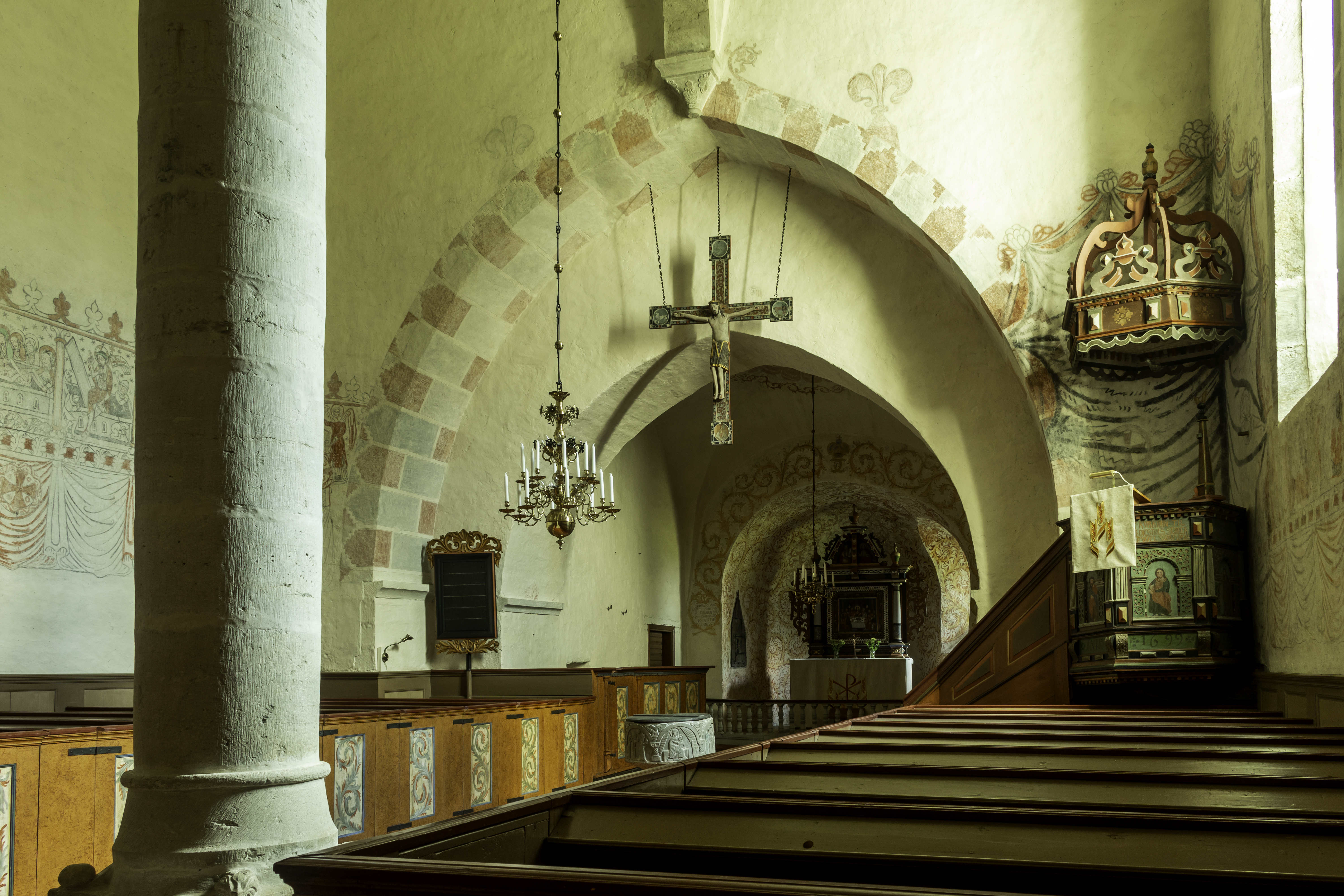
Wnętrze kościoła

Wnętrze świątyni ozdabiają freski z co najmniej trzech różnych okresów: z XIII wieku, z XV wieku (autorstwa Mistrza Męki Pańskiej) oraz z XVIII wieku. Zobaczyć tu można także XIV-wieczny witraż. Autorem chrzcielnicy z piaskowca był w drugiej połowie XII wieku artysta znany jako Majestatis. Rzeźbiarz przedstawił na niej sceny z życia Jezusa. Krzyż triumfalny powstał pod koniec XII wieku. W kościele znajdują się także dwa krzyże procesyjne, jeden z XIII, a drugi z XIV wieku. W ołtarzu znajduje się obraz Ostatniej Wieczerzy umieszczony w ramie z XVII wieku. Ambona powstała w 1699 roku. Ławki wykonano częściowo w XVIII, a po części w XIX wieku.